# ジェイシー・チャン
ジェイシー・チャン（房祖名（出生名は、陳祖明）、広東語：フォン・ツォウメン、北京語：ファン・ツーミン、1982年12月3日 - ）は、香港の歌手。身長178cm、体重69kg。血液型はAB型。EEG所属。中国籍。

## 人物・経歴

### デビュー前
アクションスターのジャッキー・チェンと元女優の林鳳嬌（リン・フォンチャオ）のもとに生まれる。幼い頃から音楽の教育を受け、少年時代はロサンゼルスでDebbie Allenのもと、5年間ヒップホップやタップダンス、ジャズを習った。15歳の時香港でエレキギターを1年間学んでいる。またコロンビアで3年間クラシック・ギターを学び、ウィリアム・アンド・メアリー大学に1年通っている。
父親であるジャッキーは映画撮影のために家に居ないことが多く、また家庭の事情をマスコミに知られないように距離をとっていたため、幼少時は父親との交流はほとんどなかった。ジャッキーがジェイシーの通う中学校がどこであるかを知らなかったと暴露されたこともある。ジェイシーは、一人っ子であるため、非常に母親思いである。
中国新聞社の報道には「僕にとってのアイドルは、父親のジャッキー・チェンではない。見返りなき愛情を注いでくれた賢明な母である」と力強く語った。このインタビューでジェイシーは、20年に渡る苦難に満ちた結婚生活を1人で耐え忍んできた母親への思いを溢れさせた。たびたびバスルームに隠れてむせび泣いていた母親に気づきながら、彼女を思ってずっと気づかない振りを通してきたという。母親が苦労した理由については明確には語らなかったが、ジャッキーの度重なる愛人問題が一般では原因とされている。また、自身のコンサートでは、母の日に因んで客席に座っている母親へ特別に歌をプレゼントするなど、非常に愛情深い面を持つ。

### デビュー後
2001～2003年まで著名な歌手李宗盛のもとで歌唱と楽曲アレンジを学んだ後、ジャッキーと実業家の楊受成の助けを得て芸能界に入った。デビュー作は、2004年の映画『花都大戦 ツインズ・エフェクトII』。この映画で、主演および主題歌を担当した。
デビュー当時は親の七光りと言われたり、父親に比べ草食系なイメージと映画の中で見せる間の抜けた表情もよく思われず批判もあったが、特に音楽の方面で努力を重ね、最近のテレビで見せたギターの弾き語りの姿は視聴者に深い印象を与えた。また、初アルバムのほとんどの楽曲は彼一人で創作したものである。
慈善活動にも積極的に参加しており、2004年のスマトラ島沖地震では、香港の芸能界を代表して被災地を訪れたり、香港スタジアムでチャリティーコンサートを開き50万香港ドルを寄付している。
ジャッキーはジェイシーが映画界に入ることには賛成しており、2005年に香港のテレビの取材を受けた際には、音楽ばかりでなく俳優としても勉強しなくてはいけないと語った。
2005年に公開された映画『早熟 青い蕾』では18歳の少年を演じ、挿入歌など音楽も手がけた。この映画で共演したフィオナ・シットとはその後、交際報道が絶えず、2010年には再び映画で共演している。
2007年『新宿インシデント』撮影時、神戸でのロケを見学に来ている。
2010年に「ザ!鉄腕!DASH!!」の水鉄砲合戦では、ジャッキー・チェンと共に親子で出演を果たした。原叶緑茶のコマーシャルなどにも親子で共演している。
2014年8月18日、友人で台湾人俳優のコー・チェントン（柯震東）とともに、麻薬を使用した疑いなどで北京市警察当局により逮捕され、2015年1月に6か月の懲役刑の実刑判決が北京の裁判所で下された。中国では麻薬の所持・売買は厳罰で死刑になる可能性があるにも関わらずこれだけ軽微な処罰で済まされたのは中国共産党にジャッキーが頼み込んで減刑して貰ったためという説があり、この一件で中国共産党に借りを作ったことからジャッキーは中国共産党寄りの姿勢を見せるようになったと言われる。

## アルバム
- Jaycee 房祖名（2004年）
- 乱（2010年）

## 映画
- 花都大戦 ツインズ・エフェクトII 千機變 II 花都大戰 / Twins Effect II （2004年）
- 早熟 青い蕾 早熟 / 2 young（2005年）
- 春田花花同学会（日本未公開）（2006年）
- PK.COM.CN（日本未公開）（2006年）
- インビジブル・ターゲット 男兒本色 / Invisible Target （2007年）
- 太陽はまた昇る 太陽照常昇起（2007年）
- ドラマー 戦・鼓（2007年）
- カンフー・パンダ（香港版） Kung Fu Panda （2008年）＊「マスターツル」を広東語吹替え
- マスター・ファイブの秘密 Secrets of the Furious Five （2008年）＊「マスターモンキー」を英語吹替え
- 追影（日本未公開）（2009年）
- ムーラン 花木蘭（2009年）
- 分手説愛你（日本未公開）（2010年）
- 東成西就2011（日本未公開）（2011年）
- 李献計歴険記（日本場未公開）（2011年）
- カンフー・パンダ2（香港版） Kung Fu Panda 2 （2011年）＊「マスターツル」を広東語吹替え
- 1911 辛亥革命（2011年）
- 給野獸獻花（日本未公開）（2012年）
- 愛誰誰（日本未公開）（2012年）
- 美好2012之春暖花開（日本未公開）（2012年）
- 寶島雙雄（日本未公開）（2012年）
- 變身（日本未公開）（2013年）
- 一座城池（日本未公開）（2013年）
- 道士下山 道士下山（2015年）
- レイルロード・タイガー 鉄道飛虎（2016年）
- 曾经相爱的我们（日本未公開）（2021年）